# 박나래
박나래(1985년 10월 25일~)는 대한민국의 희극 배우이자 방송인이다. 나 혼자 산다의 초창기 멤버이며, 상명대학교를 다녔으나 나중에 중퇴를 하였으며 안양예술고등학교를 졸업하게 된 졸업생이다. <나 혼자 산다>로써 선배이던 박경림이 대상을 수상을 한 2001년, MBC 방송연예대상 이후에 18년 만에 MBC 방송연예대상에서 처음으로 대상을 수상했다. JDB 엔터테인먼트 소속의 방송인이다. 전라남도 무안군 출신의 희극 배우이자 방송인이다. 종교는 천주교이다.

## 생애
- 1985년 10월 25일 전라남도 무안군 일로읍에서 태어나 전라남도 목포시 상동에서 자랐다.
- 2002년 KBS 인기 아나운서 이창호 아나운서가 진행한 TV쇼 진품명품 375회 방송 때 안양예고 연극영화과 2학년 재학 시절 출장 감정 하기 위해 나왔고
- 2002년 SBS 이경실 이성미의 진실게임 132회 가짜 무당을 찾아라 편 출연
- 2006년 KBS 21기 개그우먼 공채 시험에 합격하여 희극인으로 데뷔하였다.
- 2019년 MBC 방송연예대상에서 박경림 이후에 18년 만에 대상을 수상했다.

## 학력
- 무안중앙유치원 (졸업)
- 목포상동초등학교 (졸업)
- 목포항도여자중학교 (졸업)
- 안양예술고등학교 연극영화과 (졸업)
- 상명대학교 천안캠퍼스 연극학과 (중퇴)

## 활동 목록

### 방송
- KBS1 - 《KBS 스페셜》 당신이 영어를 못하는 진짜 이유(김지민과 출연 2011.12.18)
- KBS2 - 《폭소클럽 2》
- KBS2 - 《개그사냥》(상.개.동-상명대 개그동아리 멤버로 출연)
- KBS2 - 《개그콘서트》(외삼촌, 폭탄스, 패션 NO.5, 슈퍼스타 KBS)
- tvN - 《코미디빅리그》
- SBS - 《동상이몽, 괜찮아 괜찮아》
- MBC - 《나 혼자 산다》
- SBS - 《도전 1000곡》
- tvN - 《아홉수 소년》
- tvN - 《미생물》 - 신다인 역
- SBS - 《모던파머》
- MBC every1 - 《스타직찍》
- SBS MTV - 《소나무의 펫하우스》
- MBC - 《마이 리틀 텔레비전》
- 코미디TV - 《크게 될 스타》
- 네이버TV - 《언니네 핫 초이스》
- MBC - 《나의 머니 파트너: 옆집의 CEO들》
- MBC - 《인스타워즈》
- tvN - 《우리할매》
- KBS2 - 《비타민》
- 채널A - 《오늘부터 대학생》
- MBC every1 - 《우리 오빠 쇼》
- 올'리브 - 《원나잇 푸드트립》
- On Style - 《마이 보디가드》
- KBS2 - 《어느날 갑자기 외.개.인》
- SBS - 《셀프 디스 코믹 클럽》
- 채널A - 《개밥 주는 남자》
- MBC every1 - 《비디오스타》
- MBC every1 - 《인생은 시트콤》
- MBN - 《코미디 청백전 사이다》
- Mnet - 《힛 더 스테이지》
- SBS - 《2016 희망TV SBS》 - 희망노래방 부기부기
- KBS2 - 《마음의 소리》
- MBC - 《은밀하게 위대하게》
- tvN - 《편의점을 털어라》
- MBC - 《역적 : 백성을 훔친 도적》 - 차력사 역(특별출연)
- tvN - 《짠내투어》
- KBS2 - 《아이돌 리부팅 프로젝트 더 유닛》: 12.9 주먹이운다 진행자(특별출연 김지민과 같이 출연)
- MBC - 《MBC 스페셜》 768회: 2018 언니는 살아있다
- tvN - 《김비서가 왜 그럴까》 음란마귀 목소리 역
- MBC - 《나 혼자 산다》 무지개 회장
- 넷플릭스 - 《농염주의보》
- JTBC - 《SKY 머슬》 (2019년)
- tvN - 《미쓰 코리아》 (2019년)
- MBC - 《구해줘!홈즈》 (2019년)
- tvN - 《풀 뜯어먹는 소리 - 시즌 2,3》 (2018년, 2019년)
- tvN - 《뭐든지 프렌즈》 (2019년)
- tvn- 《놀라운 토요일》
- SBS - 《리틀 포레스트》 (2019년)
- JTBC - 《어서 말을 해》 (2019년)
- KBS2 - 《스탠드 업》 (2019년-2020년)
- tvN - 《연말엔 tvN - 박나래 쇼》 (2019년)
- OLIVE 《밥블레스유 2》 (2020년)
- SBS - 《박장데소》 (2020년)
- tvN - 《신박한 정리》 (2020년)
- KBS1 - 《다큐 인사이트》 개그우먼
- 네이버 나우 대나무 숲에 외치는 비밀 진행자
- JTBC - 《갬성캠핑》 (2020년)
- KBS Joy 《썰바이벌》 (2021년)
- tvN - 《노포의 영업비밀》 (2021년)
- SBS - 《신발 벗고 돌싱포맨》 (2022년)
- tvN - 《줄 서는 식당》 (2022년)
- JTBC - 《세계 다크투어》 (2022년)
- SBS - 《순정파이터》

(2023년)
- KBS2 -《걸어서 환장속으로》
- JTBC 《웃는 사장》
- MBN 《불타는 장미단》
- E채널 《토요일은 밥이 좋아》
- MBC & 라이프타임 《빈집살래 시즌3: 수리수리 마을수리》
- SBS 《덩치 서바이벌 - 먹찌빠》
- tvN《내가 뭐라고》
- tvN 《줄 서는 식당시즌2》(2024년)
- 유튜브 《집대성》(2025년)
- KBS2 《내편하자》(2025년)

### 책
- 《Welcome Narae bar!》, 싱긋, 2017.12.22., ISBN 9788954649582

### 뮤지컬
- 드립걸즈(2013년)

### 라디오
- SBS 파워FM - 《박소현의 러브게임》
- SBS 파워FM - 《영스트리트》[1]

### 광고
- 동아출판
- 네파
- LG생활건강 - 페리오펌핑치약 - 딸 (김준호, 김지민, 홍인규) 출연
- 나이키 - "너라는 위대함을 믿어."
- 반올림피자샵

## 수상 및 후보 목록

### 백상예술대상
| 연도   | 수상부문          | 작품             | 결과 |
| ------ | ----------------- | ---------------- | ---- |
| 2016년 | TV부문 여자예능상 | 《코미디빅리그》 | 후보 |
| 2017년 | TV부문 여자예능상 | 《나 혼자 산다》 | 수상 |
| 2018년 | TV부문 여자예능상 | 《나 혼자 산다》 | 후보 |
| 2020년 | TV부문 여자예능상 | 《나 혼자 산다》 | 수상 |

### KBS 연예대상
| 연도   | 수상 부분             | 작품                           | 결과 |
| ------ | --------------------- | ------------------------------ | ---- |
| 2006년 | 코미디부문 여자신인상 | 《개그콘서트》, 《폭소클럽 2》 | 후보 |
| 2007년 | 코미디부문 여자신인상 | 《개그콘서트》, 《폭소클럽 2》 | 후보 |

### MBC 방송연예대상
| 연도   | 수상 부분                   | 작품                                            | 결과 |
| ------ | --------------------------- | ----------------------------------------------- | ---- |
| 2015년 | 뮤직토크쇼부문 여자신인상   | 《황금어장 라디오스타》, 《마이 리틀 텔레비전》 | 수상 |
| 2016년 | 버라이어티부문 여자우수상   | 《나 혼자 산다》, 《우리 결혼했어요》           | 수상 |
| 2017년 | 대상                        | 《나 혼자 산다》                                | 후보 |
| 2017년 | 버라이어티부문 여자최우수상 | 《나 혼자 산다》                                | 수상 |
| 2017년 | 베스트 커플상 (with 기안84) | 《나 혼자 산다》                                | 수상 |
| 2018년 | 대상                        | 《나 혼자 산다》                                | 후보 |
| 2018년 | 올해의 예능인상             | 《나 혼자 산다》                                | 수상 |
| 2018년 | 베스트 커플상 (with 기안84) | 《나 혼자 산다》                                | 후보 |
| 2018년 | 베스트 커플상 (with 김충재) | 《나 혼자 산다》                                | 후보 |
| 2019년 | 대상                        | 《나 혼자 산다》, 《구해줘! 홈즈》              | 수상 |
| 2019년 | 올해의 예능인상             | 《나 혼자 산다》, 《구해줘! 홈즈》              | 수상 |
| 2020년 | 올해의 예능인상             | 《나 혼자 산다》, 《구해줘! 홈즈》              | 수상 |
| 2021년 | 올해의 예능인상             | 《나 혼자 산다》, 《구해줘! 홈즈》              | 수상 |
| 2022년 | 올해의 예능인상             | 《나 혼자 산다》, 《구해줘! 홈즈》              | 수상 |
| 2022년 | 베스트 커플상               | 《나 혼자 산다》                                | 수상 |
| 2023   | 베스트 팀워크상             | 《나 혼자 산다》                                | 수상 |
| 2023   | 여자 최우수상               | 《나 혼자 산다》, 《구해줘! 홈즈》              | 수상 |
| 2024   | 리얼리티 부문 여자 최우수상 | 나 혼자 산다, 구해줘! 홈즈                      | 수상 |

### SBS 연예대상
| 연도   | 수상 부분       | 작품                     | 결과 |
| ------ | --------------- | ------------------------ | ---- |
| 2017년 | 모바일 아이콘상 | 《박나래의 복붙쇼》      | 수상 |
| 2019년 | SNS 스타상      | 《리틀 포레스트》        | 수상 |
| 2020년 | 핫 스타상       | 《박장데소》             | 수상 |
| 2023년 | 미식랭스타상    | 《덩치 서바이벌-먹찌빠》 | 수상 |
| 2024년 | 베스트 케미상   | 《덩치 서바이벌-먹찌빠》 | 수상 |

### tvN10 Awards
| 연도   | 수상 부분             | 작품             | 결과 |
| ------ | --------------------- | ---------------- | ---- |
| 2016년 | 예능부문 여자코미디상 | 《코미디빅리그》 | 후보 |
| 2016년 | 예능부문 Made in tvN  | 《코미디빅리그》 | 후보 |

### 대한민국문화연예대상
| 연도   | 수상 부분       | 작품              | 결과 |
| ------ | --------------- | ----------------- | ---- |
| 2013년 | 개그부문 우수상 | 《코미디 빅리그》 | 수상 |

### 한국방송대상
| 연도   | 수상 부분            | 작품             | 결과 |
| ------ | -------------------- | ---------------- | ---- |
| 2018년 | 코미디언 상          | 《나 혼자 산다》 | 수상 |
| 2019년 | TV진행자 부문 개인상 | 《나 혼자 산다》 | 수상 |

### 기타 시상식
| 연도 | 시상식                        | 부문                | 작품 | 결과 |
| ---- | ----------------------------- | ------------------- | ---- | ---- |
| 2018 | 제9회 대한민국 대중문화예술상 | 문화체육관광부 표창 | 빈칸 | 수상 |

## 가족 관계
- 할아버지: 박만배(1935년 ~ 2023년 10월 3일)
- 할머니: 오양례(1939년 ~ 2025년 6월 8일)
- 아버지[2]: 박기봉(1957년 ~ 2001년 9월 29일)
- 어머니[2]: 고명숙(1959년 ~ )

## 사건 및 사고

### 박나래 성희롱 논란
2021년에 《헤이나래》 2화 방영분에서 박나래가 '암스트롱맨' 인형으로 성행위를 묘사하는 부적절한 행위와, 이전 회차에서 남성의 자위행위를 묘사한 장면이 공개되어 성희롱 논란을 일으킨 사건이다. 이 사건으로 박나래는 '헤이나래'에서 하차했으며, 피의자 신분으로 경찰에 입건 되어 조사를 받고 있다.

#### '헤이나래' 방영에서의 논란
2021년 3월 24일, 박나래가 CJ ENM 산하 '스튜디오 와플'의 웹예능 《헤이나래》 2회 차 방송에서 헤이지니와 함께 소개한 '암스트롱맨' 인형의 옷을 벗긴 뒤 팔을 늘려 사타구니 사이로 집어넣어 성행위를 묘사하는 듯한 부적절한 행위를 하여 논란이 시작되었다. 또한 이전 회 차 방송에서 게임을 하던 중 일반적으로 남성의 성기를 은유한 당근을 사용하여 남성의 자위행위와 애무를 묘사한 듯한 행위를 했으며, "팬티 안에 두 글자", "고추는 채소니까 나가도 된다"는 부적절한 발언을 하여 박나래에 대한 논란을 키웠다.
논란이 일자 CJ ENM 산하 '스튜디오 와플' 측에서는 결국 하루가 안 되어 해당 영상을 비공개 또는 삭제했으며, 결국 박나래가 소속사 제이디비엔터테인먼트 제작진과의 협의로 하차를 결정했다.

#### 소속사측 공식 입장
박나래의 소속사 제이디비 엔터테인먼트 측은 이 사건에 대해 "웹예능 '헤이나래'에 대해 본인 선에서 어느 정도 걸러져야 했고, 또한 표현 방법에 대해서도 더 고민했어야 했는데 그렇지 못했다"고 사과의 입장을 밝혔으며, 공식적으로 하차하기로 했다.

#### 반응 및 영향
'성희롱 논란'으로 인해 하루가 지난 3월 25일에 2회 만에 폐지되어 전 방영분이 삭제되었다.
이 사건에 대해 네티즌들은 이에 대해 "방송계에서 매장 당할 정도로 심각한 수준의 성희롱", "남성이 바비 인형으로 이런 행동을 했다면 매장 당할 것은 뻔한데 왜 여성에게만 관대할 수 있는가"라고 했으며, "아동용 완구를 리뷰 하는데 옆에서 수위 높은 성적인 표현을 하는 것이 애초에 이해 안 간다" 면서 선을 넘은 행동이라는 식으로 불편함을 말하며 부정적인 반응을 보였다. 또한 이 사건으로 인해 박나래가 단골로 출연한 MBC의 《나 혼자 산다》 방영분에도 MBC 공식 홈페이지에 '하차할 것을 요구한다'는 식으로 항의하는 게시글이 있었는데, 그 이유는 MBC의 《나 혼자 산다》, tvN 《신박한 정리》에 사건이 일어날 당시에 박나래가 출연하고 있었으며, 과거 여자들의 은밀한 파티 (이칭 여은파) 에서의 부적절한 발언을 한 사실이 재조명되었기 때문이다.
그러나 하차하는 것에 대해 당연하다고 긍정적인 반응을 보이는 일부 네티즌들과 달리, 하차한 것에 대해 또 다른 네티즌들은 공식적으로 사과도 하고 프로그램 폐지도 하고 이번 사건에 대한 수습 했으면 됐지 《나 혼자 산다》까지 하차하라는 네티즌의 요구는 선 넘은 것 같다고 하면서 과열된 네티즌 요구에 대해 부정적인 반응을 보였다.

#### 서울 강북 경찰서 수사
2021년 4월 30일, 서울 강북 경찰서는 개그우먼 박나래가 성적인 발언 및 성행위 묘사를 했다는 이유로 '성희롱' 사건의 수사를 시작했으며, 과거에 공개되어 있었던 영상 자료를 수집하기 위해 제작사 측에게 요구하여 결국 영상을 받아냈고, 형사 처벌 여부에 대해 검토하겠다고 했다. 경찰은 국민신문고를 통해 정보통신망법과 관련해서 수사 착수를 하라는 요구 내용을 담은 고발장을 접수했다.

#### 6월 26일 박나래 무혐의
성희롱 논란'을 일으키며 고발된 개그우먼 박나래 무혐의 처분을 받았다고 발표되었다.서울 강북 경찰서는 6월 28일 정보통신망법상 불법정보유통 위반 혐의를 받는 박나래와 '헤이나래' 제작진을 '혐의없음'으로 보고 무혐의로 불 송치할 예정이라고 밝혔다. 한 경찰 관계자는 "이번 일을 여러 판례를 종합적으로 비춰봤을 때 박나래 씨의 행위를 음란 행위로 볼 수 없는 것으로 판단했다"라고 전했다.

#### 자택 도난 사고
2025년 4월 8일 자택에서 금품을 도둑 맞아 경찰에 신고했다. 4월 10일 용의자가 절도 등 혐의로  경찰에 붙잡혔다.